# Thermoniphas togara
Thermoniphas togara is een vlinder uit de familie van de Lycaenidae. De wetenschappelijke naam van de soort is voor het eerst gepubliceerd in 1880 door Carl Plötz.

## Verspreiding
De soort komt voor in Oost-Nigeria, Kameroen, Gabon, Congo-Brazzaville, Centraal Afrikaanse Republiek, Congo-Kinshasa, Oeganda, Noordwest-Tanzania en Angola.

## Habitat
De soort komt voor in moerasbossen en bij bosranden.

## Ondersoorten
- Thermoniphas togara togara (Plötz, 1880) (Oost-Nigeria, Kameroen, Gabon, Congo-Brazzaville, Centraal Afrikaanse Republiek, Congo-Kinshasa, Oeganda, Noordwest-Tanzania, Angola)
- Thermoniphas togara bugalla Stempffer & Jackson, 1962 (Bugalla island in Oeganda)